# Книш Михайло Миколайович
Книш Михайло Миколайович (22.11.1983, місто Коростень, Житомирська область) — легкоатлет, член збірної України. Почесний громадянин Коростеня.

## Біографія

### Юнацтво
Народився 22 листопада 1983 року в місті Коростень. В одинадцятому класі почав відвідувати відділення легкої атлетики Коростенської ДЮСШ та тренуватися під керівництвом тренера Медведчука Віктора Володимировича. В 2001 році закінчив Коростенську ЗОШ № 1 та вступив до Вінницького педагогічного університету імені Михайла Коцюбинського, де тренувався під керівництвом тренера Беха Петра Григоровича.

### Молодість
З 2003 року став членом збірної команди України. Влітку 2004 року в місті Бидгош українські легкоатлети, серед яких Михайло, виконали олімпійський норматив з естафетного бігу 4 × 400 метрів з результатом — 3 хвилини 02,96 секунд. Там Михайло здобув путівку на Олімпійські ігри у Афінах. У 2006 році брав участь у чемпіонаті світу, який проходив у Гельсенкі. У 2008 році на зимовому чемпіонаті України в закритих приміщеннях встановив національний рекорд України з бігу на дистанцію 400 метрів за 46,63 секунд та виконав норматив майстра спорту міжнародного класу. Влітку 2008 року на чемпіонаті України в Києві здолав 400 метрів з результатом 45,87 секунд, перевершив норматив майстра спорту міжнародного класу та олімпійський норматив. На XXIX Олімпійських іграх в Пекіні дистанцію 400 метрів Михайло подолав з результатом 46.28 секунди. 2010 року в місті Бергені на командному чемпіонаті Європи став бронзовим призером в естафеті 4 × 400 метрів з результатом 3 хвилини 04 секунди. 2012 року в Стамбулі на чемпіонаті світу в закритих приміщеннях збірна команда України з легкої атлетики, до складу якої входив і Михайло, встановлює новий рекорд України в естафеті 4х400 метрів з результатом 3 хвилини 08.41 секунди. 2013 року брав участь у командному чемпіонаті Європи в Англії.

### Здобутки
- Бронзовий призер чемпіонату Європи 4 × 400 метрів (Норвегія, 2010)
- Учасник Олімпійських ігор (Афіни, 2004; Пекін 2008)
- Переможець Кубка Європи (2005)
- Трикратний рекордсмен України з естафети бігу 4 × 400 метрів (2004—2012)
- Багаторазовий призер чемпіонатів України (2004—2012)
- Кращий результат з бігу на дистанції 400 метрів — 45,87 секунд.
- Виступав за спортивне товариство «Колос»